# Comuna Dmîtrivka, Petropavlivka
Dmîtrivka (în ucraineană Дмитрівка) este o comună în raionul Petropavlivka, regiunea Dnipropetrovsk, Ucraina, formată din satele Bajanî, Ciumakî, Dmîtrivka (reședința), Kardași, Olefirivka și Vidrodjennea.

## Demografie
Componența lingvistică a satului Dmîtrivka
     Ucraineană (94,61%)
     Rusă (4,66%)
     Alte limbi (0,06%)
Conform recensământului din 2001, majoritatea populației satului Dmîtrivka era vorbitoare de ucraineană (94,61%), existând în minoritate și vorbitori de rusă (4,66%).